# Ruud Gielens
Ruud Gielens (1977) is een Belgisch acteur, regisseur. 

## Levensloop
Gielens liep school in de Brusselse Kunsthumaniora en genoot een regie-opleiding aan het RITCS. Na zijn studies richtte hij samen met Mourade Zeguendi en Zouzou Ben Chikha het theatergezelschap Les Glandeurs op. Later vervoegde hij zich bij het gezelschap Union Suspecte van Chokri Ben Chikha en Zouzou Ben Chikha. Ter herdenking van de Eerste Wereldoorlog regisseerde Gielens samen met Marijs Boulogne voor het Kaaitheater het stuk WaanVlucht!. Hij regisseerde verschillende stukken bij Theater Antigone en het Berlijnse Maxim Gorky Theater. Als acteur speelde hij o.a. in Luk Percevals stukken King of Pain, Dood van een handelsreiziger en Turista. In het buitenland acteerde hij o.a. in de Berlijnse Schaubühne am Lehniner Platz en het Deutsches Nationaltheater in Weimar. Van 2005 tot en met 2009 was hij vast lid van de artistieke kern van de Koninklijke Vlaamse Schouwburg in Brussel, waar hij onder meer het stuk Bezette stad maakte met Kris Strybos, een stuk genoemd naar een dichtbundel van Paul van Ostaijen.
Multiculturaliteit is sterk aanwezig in Gielens' oeuvre. Met zijn toenmalige partner Laila Soliman maakte hij in de zomer van 2011 in Egypte de voorstelling Lessons in Revolting. Hij maakte de Egyptische revolutie van nabij mee.